# Yūsuke Kobayashi (Fußballspieler, 1983)
Yūsuke Kobayashi (japanisch 小林 優希 Kobayashi Yūsuke; * 16. Oktober 1983 in der Präfektur Hiroshima) ist ein ehemaliger japanischer Fußballspieler.

## Karriere
Kobayashi erlernte das Fußballspielen in der Universitätsmannschaft der Chūō-Universität. Seinen ersten Vertrag unterschrieb er 2006 bei NEC Tokin FC. 2008 wechselte er zum Drittligisten Fagiano Okayama. Am Ende der Saison 2008 stieg der Verein in die J2 League auf. Ende 2011 beendete er seine Karriere als Fußballspieler.